# The Heart of Everything
The Heart of Everything četvrti je studijski album nizozemske simfonijske metal grupe Within Temptation. Pjevačica benda Sharon Den Adel izjavila je kako je glavna tema albuma ono što svatko od nas smatra važnim u svom životu. Prvi singl s albuma What Have You Done uključuje i gostujući vokal Keitha Caputa iz američke hard rock grupe Life of Agony i ubrzo je snimljen spot za tu pjesmu. Drugi singl je Frozen. Album se već sad dobro prodaje. Izdan je i EP The Howling.

## Popis pjesama
1. "The Howling" - 5:36
2. "What Have You Done" (feat. Keith Caputo) - 5:13
3. "Frozen" - 4:28
4. "Our Solemn Hour" - 4:17
5. "The Heart of Everything" - 5:35
6. "Hand of Sorrow" - 5:36
7. "The Cross" -4:52
8. "Final Destination" - 4:45
9. "All I Need" - 4:42
10. "The Truth Beneath the Rose" - 7:05
11. "Forgiven" - 4:54